# بوبي تومسون (مدير فني)
بوبي تومسون (بالإنجليزية: Bobby Thompson)‏ هو مدير فني أمريكي، ولد في عقد 1930.